# Clathria costifera
Clathria costifera är en svampdjursart som beskrevs av Hallmann 1912. Clathria costifera ingår i släktet Clathria och familjen Microcionidae. Inga underarter finns listade i Catalogue of Life.